# Passaporte da União Soviética
O passaporte soviético é um documento de identidade emitido sobre as leis da União das Repúblicas Socialistas Soviéticas (URSS) para o cidadão da URSS. Para os propósitos gerais de certificação de identidade, os passaportes soviéticos continham dados como nome, data de nascimento, sexo, lugar de nascimento, etnia e a nacionalidade, bem como a foto do titular do passaporte. Em diferentes fases de desenvolvimento do sistema de passaporte da URSS, os documentos podiam também conter informações sobre: local de trabalho, status social (casamento, filhos) e algumas outras informações de suporte necessárias para essas agências e organizações para as quais os cidadãos soviéticos recorriam.

## História
O sistema de passaporte da União Soviética sofreu uma série de transformações no decorrer de sua história. Na antiga União Soviética, cidadãos de dezesseis anos de idade tinham que ter um passaporte interno. Além disso, um passaporte para viajar para o exterior (заграничный паспорт, загранпаспорт, zagranpasporte, muitas vezes, erroneamente traduzido como "passaporte estrangeiro") era necessário para viajar para o exterior. Havia vários tipos de passaporte: um comum, conhecido simplesmente como "URSS zagranpasport", um civil, o passaporte de serviço (служебный паспорт, sluzhebny pasport), um passaporte diplomático, e um passaporte de marinheiro.
Passaportes internos eram emitidos por "escritórios de passaporte" (паспортный стол, pasportny stol) de escritórios locais do Ministério de Assuntos Internos das repúblicas soviéticas. Passaportes para viagens internacionais eram processados pelo Ministério das Relações Exteriores da correspondente república soviética.
Passaportes internos eram utilizados na União Soviética para a identificação de pessoas para diversos fins. Em particular, os passaportes eram usados para controlar e monitorar o local de residência, por meio de propiska. Oficialmente, propiska foi introduzido por motivos estatísticos: desde a economia planejada da União Soviética, a distribuição de bens e serviços foi centralizada, a distribuição integral da população era para ser monitorado. Por exemplo, um válido propiska era necessário para receber o ensino superior, ou ser empregado.
Os passaportes registravam as seguintes informações: sobrenome, primeiro nome e patronímico, data e lugar de nascimento e etnia, estado civil, propiska, e o registro de serviço militar. Às vezes, o passaporte também tinha notas especiais, por exemplo, grupo de sangue.
Como mencionado, os passaportes internos identificavam cada portador por etnia (национальность, natsional’nost’), por exemplo, russa, ucraniana, usbeque, estoniana, judia, etc. Quando um indivíduo aplicavam para o seu passaporte com a idade de 16, ele tinha que escolher a etnia de um dos pais.
Os passaportes internos eram escritos no idioma russo e o idioma da república onde foi emitido. A "capa verde" dos passaportes internos e passaporte para viajar para o exterior eram escritos exclusivamente em russo.

Todos os moradores eram obrigados por lei a gravar seu endereço no documento e comunicar quaisquer alterações a um escritório local do Ministério de Assuntos Internos (por exemplo, com a idade de quarenta e cinco, uma pessoa tem que ter três fotografias de si mesmo no passaporte, devido aos efeitos do envelhecimento, com a idade de dezesseis anos (quando ele é emitido), vinte e cinco e quarenta e cinco). Na Ucrânia, essas leis foram abolidas pelo respectivo Tribunal Constitucional, em 2001, em razão da inconstitucionalidade. Na Rússia, em casos semelhantes, até agora, falhou, e o sistema continua em vigor, embora bastante reduzido. O sistema de passaporte interno de inscrição permanece firmemente em vigor, em Moscou, que utiliza os recentes ataques terroristas na cidade como uma justificativa para seu uso continuado.

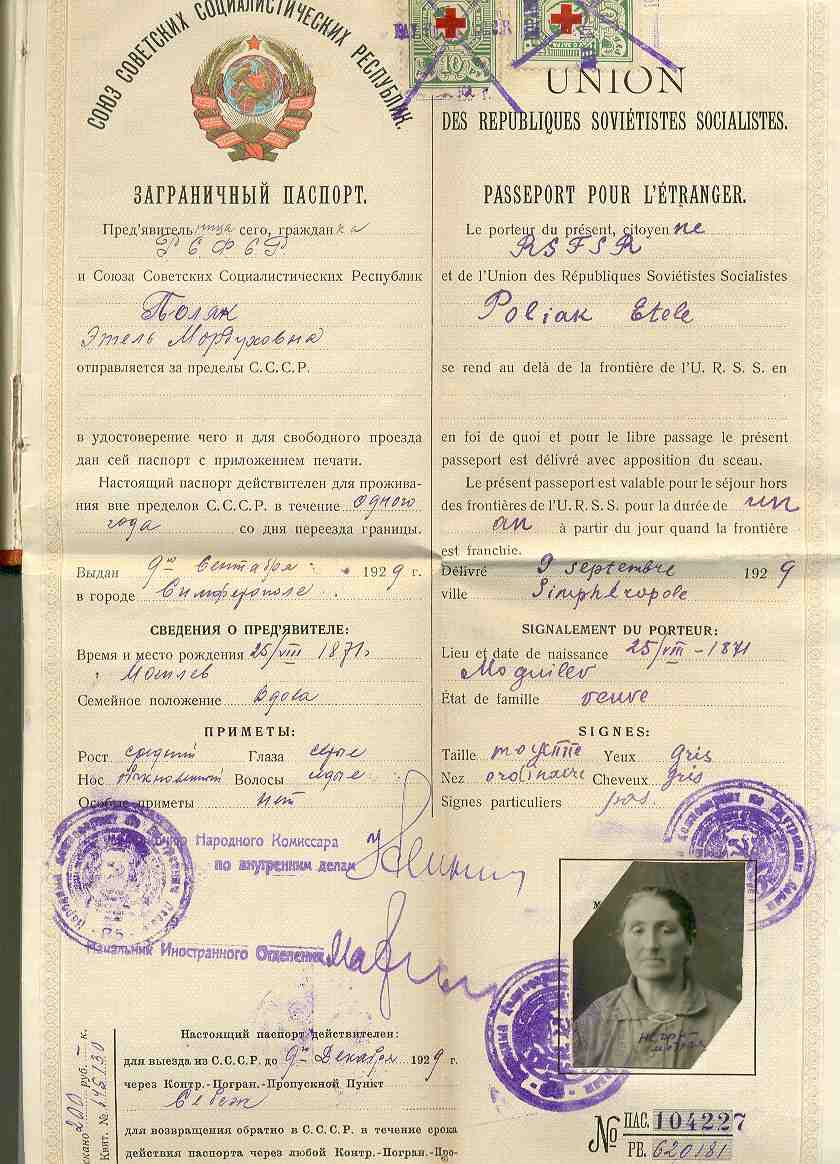
passaporte URSS para viajar para o exterior, 1929
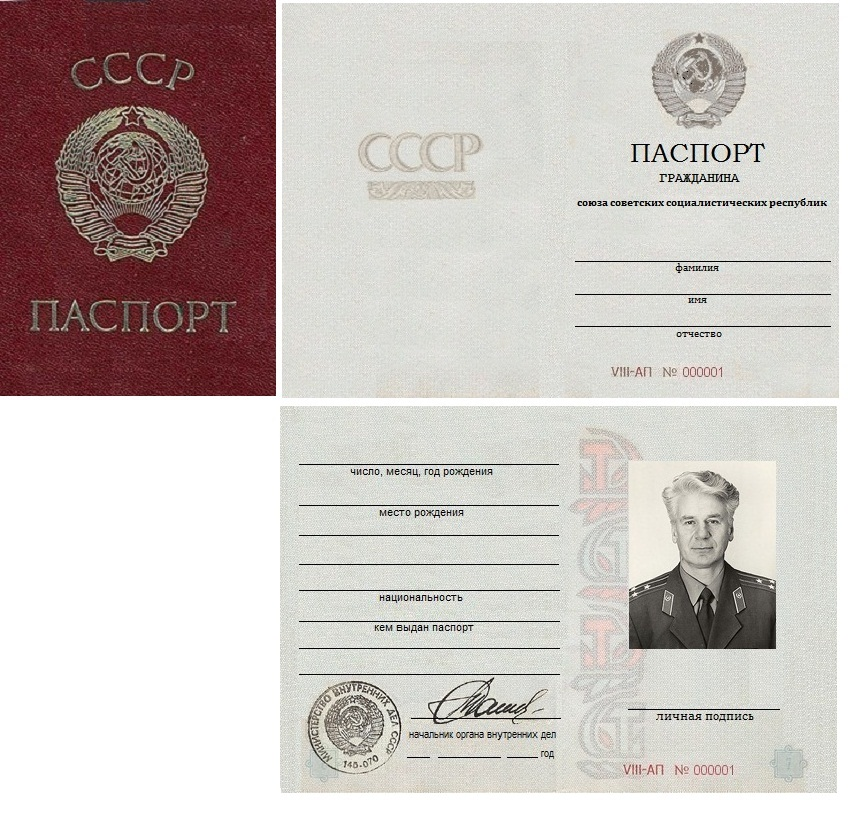
Passaporte URSS, de 1974 - 1991